# ОШ „Јован Шербановић” Лазница
ОШ „Јован Шербановић” у Лазници, насељеном месту на територији општине Жагубица, државна је установа основног образовања.

## Историјат школе
Школа је основана 1865. године, а први учитељ је био Панта Лазаревић. Током свог рада школа је користила разне објекте за извођење наставе. Као осмогодишња школа постоји од 1955. године. Садашња школска зграда је сазидана 1958. године. Први ђаци су у нову  школску зграду ушли већ 1959. године. У свом саставу је имала издвојена одељења у насељима Липе и Селиште. 

## Школа данас
Настава се изводи у девет учионица. Осим наставних просторија школа има библиотеку са око 8.000 књига, наставничку зборницу, две канцеларије - за директора и секретара школе, уређен мокри чвор у склопу школе, салу за физичко васпитање, кухињу са трпезаријом, радионицу. 
У школском дворишту су и новоизграђени терени за мали фудбал, рукомет, кошарку и одбојку.
Издвојено одељење у Селишту је удаљено два километара од матичне школе. Сама школска зграда школе је сазидана 1948. године и у релативно добром је стању. Има две учионице, наставничку канцеларију, хол, трпезарију и мокри чвор. У пространом и лепо уређеном дворишту је терен за  мали фудбал.